# کینگز (فیلم)
«کینگز» (انگلیسی: Kings (film)) یک فیلم است که در سال ۲۰۰۷ منتشر شد.